# Чернихов Яків Георгійович
Яків Георгійович Чернихов (нар. 5 [17] грудня 1889, Павлоград, Катеринославська губернія, Російська імперія (нині - Дніпропетровської області) — пом. 9 травня 1951, Москва, СРСР) — радянський архітектор, художник, графік, живописець, теоретик архітектури.

## Біографія
Яків Чернихов народився 17 грудня 1889 року в Павлограді Катеринославської губернії в багатодітній єврейській родині, в якій було одинадцять дітей (п'ять дівчаток і шість хлопчиків), що проживала по вулиці Харківській (будинок Зубової) — цей будинок Яків зобразив потім в студентських етюдах. Його батько, Георгій Павлович Чернихов, володів ресторанами на кораблях Добровільного флоту; згодом розорившись, батько і родина перебралися на проживання в Одесу. Зазнавши і тут ряд невдач, батько через кілька років переїхав і влаштувався в місті Павлограді на казенному горілчаному заводі приймальником посуду. Мати Якова, уроджена Маргарита Михайлівна Баскова, з міщан Павлограда, займалася домашнім господарством і вихованням дітей. Отримавши середню освіту, вона особливо захоплювалася читанням книг, і цю любов прищепила усім дітям, особисто керуючи їх заняттями.
В 1896 році, у семирічному віці Якова віддали до 6-класного міського Олександрівського училища, яке закінчив у 1902 році. У 1904—1914 роках проживав в Одесі, навчався в Одеському художньому училищі (у ті роки — філія Імператорської академії мистецтв). У цей період майбутній зодчий заробляв собі на життя важкою фізичною працею. В Одесі починається захоплення Якова Георгійовича і графікою: він багато малює, працює над виробленням індивідуальної графічної мови.
У 1912 році Яків Чернихов починає викладати в училищі, після закінчення якого переїжджає до Санкт-Петербурга.
У Петербурзі він вступив на живописний факультет Академії мистецтв, а також на Вищі педагогічні курси. У 1916 році переходить на архітектурний факультет, де навчається під керівництвом Леонтія Бенуа.
Після закінчення академії мистецтв у 1925 році Яків Чернихов займається проєктуванням (головним чином промислових будівель і комплексів). У 1927 році він організував у Ленінграді «Науково-дослідну експериментальну лабораторію архітектурних форм і методів графування». Лабораторія стає фактично персональною майстернею Якова Чернихова, де він разом зі своїми учнями і колегами займається проектної та експериментальною роботою.
Яків Чернихов завжди і скрізь пропагував мову графіки. Вважав, що володіння графічними прийомами, нарисною геометрією, малюнком — це обов'язкові навички, поряд з грамотністю. Крім плідної роботи в майстерні, архітектор також вів викладацьку роботу на Робітфаках і архітектурних і будівельних факультетах ряду вузів. Розробив ряд методологічних курсів, які дозволяли швидко та ефективно навчати студентів навичок графічної майстерності.
Пізніше викладав у Ленінградському інституті інженерів шляхів сполучення (з 1933 року — ЛІІЖТ, нині Петербурзький державний університет шляхів сполучання (ПДУШС)) на кафедрі архітектури (1928—1945), у Промисловій академії НКТП — курс фабрично-заводського будівництва (1930—1932), Транспортної академії народного комісаріату шляхів сполучення імені Й. В. Сталіна (1930—1932), в інституті інженерів водного транспорту (1929—1931) та інших великих закладах вищої освіти.
На рубежі 1920-1930-х років Чернихов видає в Ленінграді книги архітектурних фантазій, що принесли йому світову популярність: «Основи сучасної архітектури» (1929—1930 рр.), «Конструкції архітектурних і машинних форм» (1931), «Архітектурні фантазії. 101 композиція» (1933 р.).
Графічні роботи майстра, сповнені романтики, експресії і пафосу технічного століття були представлені широкій публіці на виставці «2222 архітектурні фантазії», яка відкрилася у Ленінграді в 1933 році. Графіка Чернихова, особливо його роботи 1920-х—1930-х років вплинули на розвиток сучасної архітектури в XX столітті. Чимало відомих сучасних архітекторів відкрито називають його своїм натхненником і заочним вчителем. Графіка Чернихова 1920-х—1930-х років радянська паралель європейського експресіонізму. Поряд з такими майстрами, як Клод-Нікола Леду, Джованні Баттіста Піранезі, Антоніо Сант'Еліа, Яків Георгійович Чернихов вважається найбільшим представником жанру архітектурної фантазії.
У 1930-1940-і роки Яків Чернихов виконує кілька циклів графічних робіт, серед яких: «Палаци комунізму», «Архітектура майбутнього», «Архітектурні ансамблі» та інші. В середині 1930-х років, після розгрому конструктивізму і проголошення нового підходу в архітектурі в сталінському СРСР, Яків Чернихов піддався жорсткій критиці .
Останні роки життя архітектор проживав і працював у Москві.
Помер 9 травня 1951 року. Похований на Введенському кладовищі (ділянка № 3).
У 2006 році було виявлено, що значна частина колекції малюнків Якова Чернихова викрадена з РДАЛМ і замінена грубими підробками.

## Проєкти та споруди

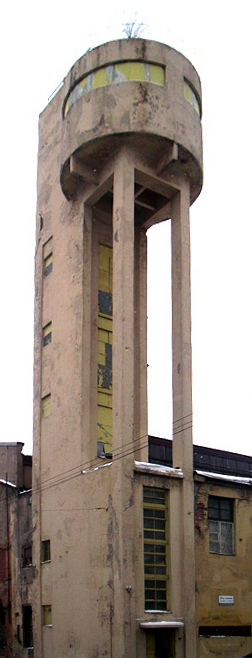
Водонапірна башта заводу «Червоний гвоздильщик»

- Канатний цех з водонапірною вежею заводу «Червоний гвоздильщик», Ленінград, (1931 р.) (реалізований)
- Проєкт будинку відпочинку для робітників «Північліс». (1933 р.) спільно з арх. Сергієм Бровцевим, цивільним інженером А. Арешевим.
- Проект будівлі науково-дослідного інституту «Механобр». (1933 р.) спільно з архітекторами Сергієм Бровцевим та Сергієм Малиновським.

## Основні книги, наукові праці і графічні цикли
Книги:
- «Основы современной архитектуры» (1925—1930);
- «Конструкция архитектурных и машинных форм» (1925—1931);
- «Архитектурные фантазии. 101 композиция» (1925—1933);
- «Анализ построения классического шрифта», конец 1940-х годов.

Наукові роботи:
- «Ентазис і фуст колони»;
- «Методи архітектурного проектування»;
- «Геометричне креслення»;
- «Колір і світло»;
- «Естетика архітектури»;
- «Краса в архітектурі».

Графічні цикли (крім виданих у вигляді книг):
- «Архітектура палаців» (1934—1941 рр.),
- «Палаци комунізму»,
- «Архітектура майбутнього»,
- «Архітектурні ансамблі»,
- «Пантеони Великої Вітчизняної війни» (1942—1948).
- «Військове маскування» (1942—1945).